# Grandala coelicolor
A Grandala coelicolor a madarak osztályának verébalakúak (Passeriformes) rendjébe és a rigófélék (Turdidae) családjába tartozó Grandala nem egyetlen faja.

## Rendszerezése
A fajt Brian Houghton Hodgson angol ornitológus írta le 1843-ban.

## Előfordulása
Bhután, Kína, India, Mianmar és Nepál területén honos. Természetes élőhelyei a mérsékelt övi gyepek, szubtrópusi vagy trópusi síkvidéki esőerdők és gyepek, sziklás környezetben. Állandó, nem vonuló faj.

## Megjelenése
Testhossza 23 centiméter, testtömege 42-51 gramm. Tollazata kék.

## Természetvédelmi helyzete
Az elterjedési területe rendkívül nagy, egyedszáma pedig stabil. A Természetvédelmi Világszövetség Vörös listáján nem fenyegetett fajként szerepel.